# Flower, Sun, and Rain
Pour les articles homonymes, voir FSR.
Flower, Sun, and Rain ou FSR (花と太陽と雨と, Hana to Taiyō to Ame to) est un jeu vidéo développé par Grasshopper Manufacture.
Sorti uniquement au Japon en 2001 sur PlayStation 2, un portage par h.a.n.d. sur Nintendo DS, intitulé Flower, Sun, and Rain: Murder and Mystery in Paradise, a été commercialisé aux États-Unis et en Europe entre 2008 et 2009.

## Scénario
Sumio Mondo est un "chercheur". Son métier, trouver des objets, déchiffrer les mystères. Il est en permanence accompagné de sa valise Catherine, qui est en fait un super-ordinateur portable capable d'ouvrir tous les objets voire les consciences des personnes simplement en trouvant le code chiffré adéquat.
Sumio reçoit une proposition de travail peu précise qu'il accepte. Il se rend donc sur l'île de Lospass Island, à l'hôtel Flower, Sun and Rain. Il y fait la connaissance du directeur de l'hôtel, Edo Macalister, l'homme qui requiert ses services. Il lui propose de passer la nuit à l'hôtel, et de tenter de stopper une attaque terroriste le lendemain : une bombe qui risque d'exploser à l'intérieur d'un avion de l'île.
Sumio se réveille le matin avec un mal de tête, à la suite d'un rêve durant lequel un avion explosait en plein ciel. Edo lui dit par téléphone que son petit déjeuner est prêt. Il se lève mais trébuche et tombe par terre. Il prend ensuite son café puis décide d'aller à la réception pour ensuite se rendre à l'aéroport arrêter la bombe, mais le chemin est bloqué par un chariot dont la femme de ménage avait perdu le contrôle. Il parvient à aider une personne en attendant que le chemin se libère, mais soudain voit un avion exploser dans le ciel... et se réveille dans son lit, avec le même mal de tête, le même téléphone par lequel Edo lui dit que son petit déjeuner est prêt, la même chute au lever et le même café...
Sumio est condamné à revivre indéfiniment la même journée. Cependant, les habitants de l'hôtel, eux, se souviennent tous de ce qui s'est passé les jours précédents. Sumio tente chaque jour d'aller à l'aéroport, mais chaque jour, un évènement imprévu se produit ou quelqu'un lui demande de l'aide...

## Accueil
- Adventure Gamers : 2/5 (DS)[1]
- 1UP.com : C (DS)[2]
- Destructoid : 3/10 (DS)[3]
- Eurogamer : 5/10 (DS)[4]
- Famitsu : 34/40 (PS2)[5] - 29/40 (DS)[6]
- Game Informer : 5,5/10 (DS)[7]
- GameSpot : 6/10 (DS)[8]
- IGN : 5,5/10 (DS)[9]